# Азхари, Голям Реза
Голям Реза Азхари (перс. غلامرضا ازهاری‎; Fa-غلامرضا ازهاری.oggо файле; 18 февраля 1912 — 5 ноября 2001) — генерал («артешбод») иранских вооруженных сил в период правления шаха Мохаммеда Реза Пехлеви, государственный деятель. Премьер-министр (6 ноября 1978 — 4 января 1979).

## Военная карьера
Родился в 1912 году в Ширазе, обучался в школе подготовки офицеров и стал очень быстро продвигаться по служебной лестнице.
Голям Реза был другом принца Мохаммеда Реза Пехлеви, вместе с которым посещал военную школу.
Карьеру военного Азхари начал в 1940 году поступив в иранскую военную академию. В 1950-х продолжил учёбу в Национальном военном колледже в Вашингтоне, после чего дослужился до чина генерал-майор в имперской армии и вскоре шах назначил его на командный пост в гвардии «бессмертные». Азхари имел хорошие контакты с военным руководством США.
Генерал Азхари работал в СЕНТО. С 1961 по 1963 годы генерал Азхари был военным адъютантом шаха.
С 1971 по 1978 гг. Азхари занимал должность начальника Генерального штаба иранской армии. В этой должности его сменил генерал Аббас Карабаги.

## Военное правительство Азхари (ноябрь-декабрь 1978 г.)
Когда в 1978 году экономическое и социальное недовольство, а также и религиозное возмущение в сочетании со слабостью правительства вызвали беспорядки в столице, армия без особого труда поддерживала военный контроль над ситуацией.
После того, как политика национального примирения и политическая программа правительства премьер-министра Джафара Шариф-Эмами потерпело неудачу, которая в значительной степени отвечала требованиям шиитского духовенства и светской оппозиции, демонстрации против правительства усилились: демонстранты все громче скандировали требование отречения шаха и создание Исламской Республики. Мохаммед Реза Пехлеви решил сформировать военное правительство, с помощью которой власти смогли бы «восстановить законность и порядок», положив тем самым конец массовым забастовкам и демонстрациям и восстановить работу экономики. Первоначально, на должность премьер-министра военного правительства рассматривалась кандидатура генерала Голям Али Овейси. В конце концов шах сделал выбор в пользу генерала Голям Реза Азхари.
Шах лично объявил о создании военного правительства во время прямого эфира по иранскому ТВ.
6 ноября 1978 года генерал Азхари был назначен шахом новым премьер-министром. Было сформировано военное правительство (шаг, которого шах избегал всю жизнь). Основные министерские должности заняли высшие генералы шахской армии. Это было первое военное правительство в Иране с 1953 года.
Военный кабинет Азхари состоял из восьми членов (пять военнослужащих и три гражданских лица):
- Генерал Голям Али Овейси, военный губернатор Тегерана (министр по трудовым и социальным вопросам),
- Генерал-лейтенант Нассер Могадам, глава САВАК (министр энергетики),
- Генерал Аббас Карабаги (министр МВД),
- Генерал-лейтенант Абдол Хассан Са’адатманд (министр жилищного строительства и городского развития),
- Амир Хосров Афшар (министр иностранных дел),
- Мохаммад Реза Амин (министр промышленности),
- Карим Мотамеди (министр почты и телекоммуникации).[12]

Генерал Азхари начал широкое подавление студенческих протестов, выступавших против шахского режима.
По приказу генерала Азхари в Тегеран были введены дополнительные внушительные единицы танков и бронетехники, город окружили колонны грузовых автомашин с солдатами. Особенно беспрецедентные меры безопасности были приняты для охраны шахских дворцов и правительственных здании и военных министерств (МВД, штаб-квартира САВАК в районе дворца Саадабад, Генеральный штаб шахской армии и т. д.).

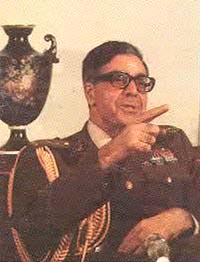
Генерал Голям Реза Азхари (18 декабря 1978 г.)

Военными властями были запрещены общественные религиозные процессии, закрыты оппозиционно-настроенные газеты. Правительство направило свои войска для подавления массовых забастовок рабочих в местах нефтяных месторождении. Аятолла Хомейни призывал из эмиграции оппозиционные шаху силы разжигать антишахскую риторику и отвергнуть любой компромисс со стороны властей.
Хомейни объяснил своим последователям, что формирование военного правительства ничего не значило, поскольку «танки, пулеметы и штыки заржавели и не смогут противостоять их железной воле».
Чтобы успокоить критиков правительства шаха, генерал Азхари приказал провести расследование о финансовых махинациях шахской семьи. Революция, однако приняла слишком масштабный и бескомпромиссный характер. В него были вовлечены практически все слои иранского общества.
Первые шаги военного правительства были направлены на смягчение напряженности в обществе путем привлечения к судебной ответственности высших должностных лиц страны. Военное правительство Азхари продолжало политику своего предшественника Джафара Шариф-Эмами: в начале ноября из тюрем были освобождены противники режима Пехлеви, в то время как бывшие министры, чиновники и офицеры шаха были арестованы. Среди арестованных были: Амир Аббас Ховейда (бывший премьер-министр), Манучехр Азмун (бывший государственный министр), Дариуш Хомаюн (бывший министр информации и туризма), Мансур Рухани (бывший министр сельского хозяйства), Реза Седегиани (бывший министр сельского развития), Манучехр Таслами (министр торговли, водных ресурсов и энергетики), Хушанг Арбаби (заместитель военного министра), Ирадж Голсорхи (генеральный директор Министерства благотворительности), Реза Шейх Бахаи (заместитель мэра Тегерана), Джамшид Бозоргмехр (директор имперского Загородного Клуба), Хасан Расули (генеральный секретарь Олимпийского комитета Ирана), Хасан Фулади (влиятельный иранский бизнесмен), генерал Нематолла Нассири (бывший глава САВАК), Голям Реза Никпей (бывший мэр Тегерана), генерал-лейтенант Джафар-Голи Садри (бывший начальник полиции Тегерана), Абдулазим Валиан (бывший губернатор Хорасана), Шейх аль-ислам Заде (бывший министр здравоохранения), Нили Арам (бывший заместитель министра здравоохранения) и Ферейдун Махдави (бывший министр экономики). Аятолла Хомейни из эмиграции так прокомментировал аресты бывших чиновников шаха: «Они арестовывают тех, кто до недавнего времени был сообщником шаха. Некоторые из вас помогали ему во всех его преступлениях в течение двенадцати или тринадцати лет. Они арестовывают сообщников, чтобы защитить настоящего преступника».
Вскоре были брошены в тюрьму также руководители оппозиции — Карим Санджаби и Дариуш Форухар, охарактеризовавшие правительство генерала Азхари как незаконное.
1 декабря Хомейни осудил военное правительство и призвал своих сторонников к продолжению протестов. В первый день Мухаррама, траурного месяца для шиитов, Хомейни сказал, что солдаты должны считать своим религиозным долгом покинуть казармы. В ту ночь с крыш домов Тегерана впервые прозвучал призыв «Аллаху Акбар». К тому времени, стало ясно, что военное правительство генерала Азхари не было способно решить существующие проблемы, тем более что шах не давал своим военным свободу действий, чтобы положить конец продолжающимся демонстрациям и забастовкам. Поскольку шах называл военное правительство переходным правительством до тех пор, пока не будет сформировано новое национальное правительство, оппозиционные политики искали кандидатуру на пост премьер-министра для формирования переходного правительства. Консультативная группа шаха определила бывшего премьер-министра Али Амини и ведущих деятелей «Национального фронта», таких как Карим Санджаби и Мехди Базарган, в качестве потенциальных кандидатов. Но Санджаби и Базарган уже встретились с Хомейни в Париже и согласились быть членом только одного правительства под его руководством. В середине декабря шах обратился к Голям-Хоссейну Садиги, почетному профессору социологии Тегеранского университета и попросил его занять пост премьер-министра. Садиги выразил согласие, но с условием, что он получит одобрение своих коллег и лидеров «Национального фронта». 24 декабря Г. Садиги сообщил шаху, что ему не удалось убедить руководство «Национального фронта».
21 декабря 1978 года, генерал Азхари заявил послу США в Иране Уильяму Салливану: «Вы должны это знать, и вы должны сказать это вашему правительству. Эта страна потеряна, потому что шах не может принимать решения».
Накануне 20 декабря премьер-министр Азхари перенес обширный сердечный приступ. Он подал прошение об отставке шаху 31 декабря, и он ушел в отставку 2 января, после чего он вместе с генералом Овейси уехал в январе 1979 года в Соединенные Штаты Америки для прохождения хирургической операции на сердце в военно-морском госпитале Бетесда.
Новым премьер-министром шах назначил представителя либеральной оппозиции — Шапура Бахтияра.

## Свержение шахского режима и эмиграция
12 февраля 1979 года в Иране победила антишахская революция. 18 февраля Азхари был заочно уволен из армии.
После победы революции аятолла председатель председатель Исламского революционного суда Садек Хальхали, сообщил прессе, что смертный приговор был вынесен членам семьи Пехлеви и бывшим шахским чиновникам, включая Азхари.
В 1979 году Азхари поселился в МакЛине (штат Виргиния). В отличие от генерала Овейси, он не принимал активного участия в борьбе с исламской республикой. Часто посещал занятия в Джорджтаунском университете и Университете Мэриленда. Принимал участие в походах, с поездками в Национальный парк Шенандоа и Горный парк Катоктин. Азхари был удостоен награды легиона за заслуги от США.
Голям Реза Азхари скончался 5 ноября 2001 года в Вашингтоне (округ Колумбия, США).